# Old Colwyn
Old Colwyn är en community i Storbritannien.   Den ligger i kommunen Conwy och riksdelen Wales, i den södra delen av landet, 300 km nordväst om huvudstaden London.
De bebyggda delarna av Old Colwyn utgör en del av tätorten Colwyn Bay. Old Colwyn är hemmaort för fotbollsklubben Colwyn Bay FC.